# Minister (film 2011)
Minister (fr. L'exercice de l'état) – francuski dramat polityczny z 2011 roku w reżyserii Pierre'a Schöllera.

## Opis fabuły
Bertrand Saint-Jean, minister transportu Francji, otrzymuje telefon w środku nocy: w Ardenach autokar przewożący dzieci uległ wypadkowi. Minister jedzie, aby złożyć kondolencje rodzinom ofiar, dopilnować akcji ratunkowej i budować wizerunek medialny. Jednocześnie prowadzi grę przeciw ministrowi finansów, koledze z rządu, który naciska na prywatyzację dworców kolejowych.

## Odbiór i krytyka filmu
W Polsce film został pozytywnie przyjęty przez krytykę. "Rzeczpospolita" pisała, że "takiego kina politycznego - analitycznie chłodnego, a przy tym gorącego emocjonalnie - bardzo nam w Polsce brakuje". "Gazeta Wyborcza" zwróciła uwagę, że pozornie oderwane sceny, luźna, kapryśna narracja, nieprzewidywalność, dają wrażenie prawdziwości i składają się na portret współczesnego polityka. Według Tadeusza Sobolewskiego widz zostaje zmuszony do spojrzenia od drugiej strony, okiem polityka, na problemy medialnej rzeczywistości, a film daje subtelny wgląd w mechanizmy współczesnej polityki.

## Nagrody
- Nagroda FIPRESCI: krytyki międzynarodowej na 64. Festiwalu w Cannes 2011
- Wyróżnienie za reżyserię na Festiwalu Filmów Frankofońskich w Angoulême 2011
- Nagroda za scenariusz na Festiwalu Filmów Frankofońskich w Namur 2011
- Prix Méliès dla najlepszego filmu francuskiego stowarzyszenia krytyków kina w 2012
- 37. ceremonia wręczenia Cezarów za 2011:
  - Cezar dla najlepszego aktora w roli drugoplanowej - Michel Blanc
  - Cezar za najlepszy scenariusz oryginalny - Pierre Schöller
  - Cezar za najlepszy dźwięk

## Obsada
- Olivier Gourmet jako Bertrand Saint-Jean, minister transportu
- Michel Blanc jako Gilles, dyrektor gabinetu ministra
- Zabou Breitman jako Pauline, rzeczniczka prasowa ministra
- Laurent Stocker jako Yan
- Sylvain Deblé jako Martin Kuypers, milczący szofer
- Didier Bezace jako Dominique Woessner, kolega Gilles'a ze studiów w ENA
- Jacques Boudet jako senator Juillet
- François Chattot jako Falconetti, minister zdrowia
- Gaëtan Vassart jako Loïk
- Arly Jover jako Séverine Saint-Jean, żona Bertranda Saint-Jean
- Éric Naggar jako premier
- Anne Azoulay jako Josepha, towarzyszka Kuypersa
- Abdelhafid Meltasi jako Louis-Do
- Christian Vautrin jako Nemrod
- François Vincentelli jako minister finansów, Peralta
- Stéphan Wojtowicz jako prezydent republiki
- Ludovic Jevelot jako Tintin, szofer, młody tata
- Marc-Olivier Fogiel jako dziennikarz porannego programu radiowego
- Brigitte Lo Cicero jako kobieta ze snu z krokodylem
- Jade Phan-Gia jako Kenza
- Brice Fournier jako deputowany Prade
- François Berland jako szef kolei SNCF
- Marine Faure jako Gwenaëlle
- Emmanuel Gayet jako Morange
- Réginald Huguenin jako prefekt departamentu Ardeny
- Nicolas Jouhet jako przedstawiciel związków zawodowych
- Serge Noel jako Mougins
- Régis Romele jako demonstrant